# 조견
조견(趙狷, 1351 ~ 1425)은 조선 개국 협찬 공신이다. 호는 송산(松山), 본관은 평양(平壤).
어려서 승려가 되어 여러 절의 주지를 지냈다. 그 후 환속하여 문과에 급제하였으며, 안렴사를 지냈다. 형 조준이 이성계를 도와 1392년 조선이 건국되자, 본인도 이성계를 추대해 개국공신이 되었다. 태조 3년 경상도 도절제사가 되었으며 태종 대 평성군으로 봉작되었고, 세종 7년 사망했다.

## 가족
- 부 : 조덕유(趙德裕)이다.
- 모 : 오의(吳懿)의 딸
  - 형 : 조준(趙浚)ㅡ子: 조대림
  - 자: 조석산
  - 자: 조철산
  - 女 안숭직

## 묘소
송산 조견 선생 묘는 경기도 성남시 중원구 여수동에 있다. 2001년 2월 20일 성남시의 향토유적 제3호로 지정되었다.

## 조견이 등장한 작품
- 《용의 눈물》(KBS1, 1996년~1998년, 배우: 맹호림)